# 劉創馥
劉創馥（英語：Chong-Fuk Lau），香港中文大學哲學系教授。

## 生平
劉創馥早年於香港中文大學，完成訊息工程學學士及哲學碩士，然後在海德堡大學考獲哲學博士。劉創馥自2004年起任教於香港中文大學哲學系，現職哲學系教授及研究學部主任。
劉創馥的研究興趣包括德國哲學、形上學、心靈哲學和宗教哲學；學術著作有論文三十多篇，書籍兩本，合著一本。

## 著作
- 《Hegels Urteilskritik: Systematische Untersuchungen zum Grundproblem der spekulativen Logik》，2004。
- 《黑格爾新釋》，2014。
- 《宗哲對話錄》（與王偉雄合著），2016。